# Shighatini
Shighatini ist ein Verwaltungsbezirk (Ward) des Distrikts Mwanga in der tansanischen Region Kilimandscharo.

## Geografie
Shighatini liegt im Nordosten von Tansania, im Pare-Gebirge, rund 50 Kilometer Luftlinie südöstlich der Regionshauptstadt Moshi. Es grenzt im Norden an Msangeni, im Osten an Kighare, im Süden an Ngujini und im Westen an Mwanga.
Bei der Volkszählung 2022 lebten 7016 Menschen in 1837 Haushalten auf einer Fläche von 34,8 Quadratkilometern.

## Geschichte
Die evangelische Kirche in Shighatini wurde im Jahr 1900 von Missionaren erbaut.

## Gliederung
Der Bezirk besteht aus sechs Gemeinden (Mtaa) mit 21 Orten (Kitongoji):
| Shighatini - Maghamba - Mbughwini - Lomboni | Mfinga - Msaleni - Male - Mfinga | Mkuu - Mfinga Shuleni - Mnyali - Bureni | Vuchamandambwe - Vanja - Chang’ombe - Mgwengweni | Lambo - Msaleni - Kiverenge - Marughuni - Longoni - Mtosheni - Mombea | Ibaya - Kamwala - Kagugu - Kwakivuma |

## Wirtschaft und Infrastruktur
- Gesundheit: In Shighatini befinden sich ein von der evangelischen Kirche geleitetes Gesundheitszentrum[9] und drei staatliche Apotheken, je eine in Mfinga,[10] Mkuu[11] und Lambo.[12]
- Bildung: Im Bezirk gibt es drei weiterführende Schulen.[13] Die Shighatini Secondary School[14] ist eine evangelische Kirche, die von der evangelischen Kirche Mecklenburg unterstützt wird, die Kilobeni Secondary School[15] und die Kamwala Secondary School[16] sind staatliche Schulen. Alle drei bieten eine Ausbildung bis zur 4. Stufe an.
- Bodenschätze: Die Messing-Vorkommen im Bezirk werden zurzeit nicht abgebaut.[17]